# Fight for the Rock
Fight for the Rock – czwarty album studyjny zespołu Savatage, wydany przez wytwórnię Atlantic Records. Jest pierwszym albumem, na którym udziela się basista Johnny Lee Middleton.

## Lista utworów
1. „Fight for the Rock” – 3:55
2. „Out on the Streets” – 3:58
3. „Crying for Love” – 3:27
4. „Day After Day” – 3:40
5. „The Edge of Midnight” – 4:52
6. „Hyde” – 3:51
7. „Lady in Disguise” – 3:08
8. „She’s Only Rock 'N Roll” – 3:14
9. „Wishing Well” – 3:20
10. „Red Light Paradise” – 3:56'

Utwór dodatkowy na reedycji z 1997 roku
1. „If I Go Away” (Acoustic Version) – 3:50

Utwory dodatkowe na reedycji z 2002 roku
1. „The Dungeons are Calling” (Live) – 3:45
2. „City Beneath the Surface” (Live)” – 5:01

## Twórcy
- Jon Oliva – śpiew, fortepian
- Criss Oliva – gitara, śpiew
- Steve Wacholz – instrumenty perkusyjne
- Johnny Lee Middleton – gitara basowa, śpiew